# Mazdak
Mazdak o Mazdek o Mazdak el Joven (en persa: مزدک; nacimiento desconocido - fallecido en 524 o 528) fue un mobad (sacerdote) zoroastriano, profeta y reformador social y religioso que ganó influencia durante el reino del emperador sasánida Kavad I. Afirmó ser un profeta de Ahura Mazda e instituyó programas de bienestar social.
Mazdak fue un controvertido personaje histórico que vivió en el Imperio sasánida durante los siglos V y VI. Para algunos historiadores se trata de un reformista religioso seguidor de Zoroastro, que cobró importancia durante el reinado de Kavad I. Para otros se trata de mucho más, siendo considerado como un reformista social e incluso como uno de los primeros socialistas de la Historia.

## Mazdakismo
Mazdak fue el principal maestro de una escuela religiosa que adoptó su nombre, el "Mazdakismo", mostrada por él como una forma purificada de Zoroastrismo, aunque sus creencias también han sido consideradas como influenciadas por el Maniqueísmo, los carpocracianos y la República (Platón) de Platón. 
El Zoroastrismo o creencia en el dios supremo Ahura Mazda, según su profeta Zoroastro, o Zaratustra, era la religión dominante en el Imperio Sasánida, que había impuesto la recuperación de estas creencias, si bien muy cambiadas, que ya constituían la religión oficial de la mucho más antigua época aqueménida.
El propio Mazdek al parecer había sido ordenado mobed (sumo sacerdote de Ahura Mazda), pero al parecer sus enseñanzas estuvieron tan lejos de la doctrina oficial que la mayor parte del clero sasánida las consideraban heréticas. La información de que se dispone es escasa y los detalles parecen tendenciosos, pero algo puede inferirse de la más tardía doctrina conocida como Kurramismo, la cual ha sido considerada por los historiadores como una continuación del Mazdakismo.

### Orígenes
Algunas fuentes aducen que los fundadores primarios de esta secta vivieron incluso antes de Mazdak. Se menciona a un mobed, sacerdote, llamado Zardust (Zaratusta Kurragen), evidentemente alguien diferente del Zaratustra conocido como fundador del Zoroastrismo, mucho más antiguo. También se menciona a otro filósofo conocido como Mazdak el Viejo, quien supuestamente enseñó una combinación de altruismo y hedonismo, aunque algunos analistas son más específicos y en lugar de hedonismo prefieren el término epicureísmo: "Él dirigió a sus seguidores hacia el disfrute de los placeres de la vida y a satisfacer sus deseos al más alto grado en cuanto a comer y beber, pero en el espíritu de la igualdad, siempre con la vista puesta en hacer el bien, absteniéndose de derramar sangre ni infligir daño a otros, y a practicar la hospitalidad sin reservas". Esta doctrina de la igualdad y el altruismo sería mucho más desarrollada y llevada a la práctica por el mucho más conocido Mazdak el Joven, hijo de Bāmdād.
Mucho tiempo después, la oposición zoroastriana conservadora acusaría a Mazdek y a sus seguidores de herejes, y con "prácticas aberrantes", tales como el "compartir las mujeres", algo que los investigadores aún no han podido comprobar por otras fuentes que no sean documentos de la élite religiosa conservadora del imperio.
Mazdek y sus seguidores, bajo la mirada de los investigadores y sociólogos-historiadores, han sido llegados a ser considerados como los primeros practicantes del socialismo en la historiad de la humanidad. Ello se debe al énfasis que ponía Mazdak, dentro de sus enseñanzas, en la igualdad, en la comunidad de bienes, en el trabajo comunitario, con obligación de trabajo para todos los aptos; así como el disfrute también común de los frutos del trabajo, como un derecho de todos los que trabajaran.

### Especificidades teológicas
Al igual que el Zoroastrismo (al menos como se practicaba en la época sasánida) y el Maniqueísmo, el Mazdekismo tenía una Cosmología y una visión del mundo duales. Su doctrina enseñaba que hay dos principios originales en el Universo: uno benigno, que es la Luz y uno maligno, la Oscuridad. Por un accidente los dos se habrían mezclado, revolviéndolo y haciendo todo impuro excepto a Dios. La Luz es caracterizada como el conocimiento y los buenos sentimientos, y por actos con propósitos y por libre albedrío, mientras la oscuridad es considerada como ignorante y ciega, y actúa totalmente al azar. El papel de la Humanidad en esta vida sería, a través de una buena conducta, liberar la parte de uno mismo que pertenece a la Luz. Pero mientras el maniqueísmo veía esta mezcla del bien y el mal como una tragedia cósmica, Mazdak tenía una visión más neutral e incluso relativamente optimista.
En ciertos estudios, se ha llegado a plantear que Mazdak distinguía tres elementos principales: fuego, agua y tierra, además de cuatro poderes o potencias: discernimiento, entendimiento, autoconservación y alegría, supuestamente correspondientes a los cuatro poderes oficiales del Estado Sasánida: el mobed o poder religioso/espiritual; el "Jefe" o Herbad, que sería un monarca justo; el Comandante del Ejército y el Maestro del Entretenimiento o de las Artes Liberales. Reconocía además a Siete Visires y Doce Fuerzas Espirituales. Si los Cuatro, los Siete y los Doce se unieran en una misma persona, entonces ya no tendría que estar sujeto a deberes religiosos, pues habría alcanzado la armonía. Creía, como sus predecesores religiosos, que Dios rige al mundo a través de mensajes, los cuales contienen la clave para el Gran Secreto que debe ser aprendido. Esta descripción de "misterios que deben ser revelados", dice mucho del Mazdakismo como una secta del tipo gnóstico y a Mazdak como un típico filósofo/profeta también de tipo gnóstico.

### Principios sociales y éticos
Muchos de los elementos que caracterizaban la prédica de Mazdak estaban dirigidos a acercar el conocimiento de la religión y el conocimiento en general a los simples, o sea, a las grandes masas de gente pobre. Hacía énfasis en reducir la importancia de las formalidades religiosas. Para Mazdak, es buen religioso aquel que comprende profundamente y está en relación con los principios del bien dentro del universo. Era un fuerte crítico del zoroastrismo oficial, y consideraba al clero sasánida como uno de los principales responsables de la aplastante opresión que sufría el pueblo persa, sobre todo los campesinos. Así mismo consideraba que la prédica oficial era opresiva y no llevaba a la luz y por ende a Dios, pues permitía, protegía y estimulaba las grandes diferencias sociales existentes.
Mazdak insistía en mantener una buena conducta, lo cual conllevaba el llevar una vida relativamente austera, sin matar, sin robar, incluso para algunos historiadores, era un fuerte predicador a favor de costumbres vegetarianas, pues según estos la carne de los animales solamente contiene sustancias "oscuras". Enfatizaba en una vida pacífica, amistosa, de servicios al prójimo, y de búsqueda de un placer siempre y cuando eso no afectara a otros.
De acuerdo con Mazdak, Dios, al crear la Tierra, había puesto en ella todos los medios de subsistencia para que los hombres, también por él creados, los dividieran por igual entre todos. Pero al darle a los hombres el libre albedrío, se habían descarriado, oprimiendo el fuerte al débil, buscando el poder sobre otros y causando la miseria y la desigualdad existentes. Así tomaron poder los "Cinco Demonios", que habrían llevado a los hombres de la Corrección a lo que podría llamarse los "Cinco Pecados": envidia, cólera, venganza, necesidad y codicia. Para prevalecer por encima de estos males, la justicia debía ser restablecida sobre la Tierra y todos deberían compartir aquello que les sobrara, todo aquello no imprescindible para sobrevivir, con los necesitados, para alcanzar la IGUALDAD y la JUSTICIA. Supuestamente Mazdak planteó la necesidad de llegar a esto declarando todos los bienes como de propiedad común, o redistribuyendo todo el excedente equitativamente.
De muchos modos, la prédica de Mazdak puede ser calificada como un llamado a una revolución social. Algunos historiadores lo han definido incluso como un comunista temprano, quizás el primero en implementar algo parecido a una revolución social, si bien pacífica.
Un detalle importante desde el punto de vista social y psicológico es que Mazdak y sus seguidores, al parecer, eran partidarios del amor libre, llegando a considerar el matrimonio religioso como una formalidad innecesaria y una manera más de oprimir a los pobres, a través del matrimonio como mecanismo para mantener muchos bienes en manos de unos pocos, en lugar de compartirlos. Consideraba además como un derecho la libertad de toda persona a elegir su compañía para formar familia, así como a la separación. Probablemente esta prédica, devenida en práctica por muchos de sus seguidores, fue convenientemente difamada y retorcida por sus enemigos para presentarlo como un partidario de la promiscuidad y del "compartir mujeres", siempre considerando el poder religioso oficial a la mujer como una posesión más de los hombres, mientras al parecer Mazdak podría también haber sido una especie de proto-feminista, lo cual puede inferirse simplemente partiendo de su prédica de "amor libre", que implica igualdad de los sexos en sí misma. De todos modos, al parecer no está muy claro el cómo esta definición de "amor libre" se llevaba a la práctica en una sociedad (aunque fuese en una región relativamente reducida) en la que la posición inferior de la mujer estaba muy arraigada y solamente unos pocos seguidores más adelantados y el propio Mazdak serían capaces de concepciones tan adelantadas a su época.
Como ya se ha dicho, las fuentes hostiles alegan las "aberrantes y obscenas prácticas de compartir las mujeres", con el resultado de una temible promiscuidad, y lo peor para los poderes económicos: la confusión de las líneas de descendencia y por ende la pérdida de la propiedad por herencia. Aunque esta promiscuidad es un factor común en las acusaciones de herejía, algunos historiadores incluso dudan de la puesta en práctica de un verdadero amor libre, no por falta de visión social en Mazdak, sino por la dificultad de lograr un cambio psicológico profundo en grandes cantidades de personas educadas en la desigualdad de género. Más probable parece que Mazdak tomara medidas contra la muy extendida poligamia tan común entre los ricos y poderosos, que llegaba a afectar a los más pobres, en términos de disponibilidad de mujeres.

### Seguidores
Las prédicas de Mazdak llegaron a reunir a numerosos seguidores. Se cree incluso que cierta porción del territorio sasánida estaba bajo su poder, a través de la peregrinación voluntaria de la gente hacia ésta. Se ha escrito incluso que el rey Kavadh I, que gobernó desde el 488 n.e. hasta el 531, se convirtió al mazdekismo. También supuestamente logró la conversión del rey árabe vasallo de Al-Jira, a través de la deposición del rey anterior Al-Mundhir por el jefe kindita Al-Jariz.
Con el rey dando su apoyo a Mazdak, ya este pudo emplearse a fondo en su programa de reformas sociales, que incluían una práctica consecuente del pacifismo (lo que implica la negación a servir en el ejército oficial), el anticlericalismo y programas de ayuda para los pobres. Mazdak administraba varios almacenes del gobierno que mantenía bajo su control para ayudar a los pobres con alimentos y otros artículos de primera necesidad. En el territorio bajo su mando también mandó a cerrar los templos de Zoroastro excepto los tres más importantes, con sacerdotes bajo su égida. También al parecer llegó a implementar una agricultura comunitaria, con entregas a estos almacenes estatales, para ser repartidos los bienes por igual entre todos.
La comunidad mazdakita creció rápidamente, y se cree que sus adeptos llegaron a superar los 300.000, un número muy importante para la época. Esta comunidad ocupaba un sector geográfico pequeño, pero significativo dentro del Imperio Sasánida, aunque su ubicación y extensión geográficas están bajo discusión hasta el momento.

## Oposición a Mazdak. Represión y exterminio de los mazdakitas
El crecimiento de la comunidad mazdakita representaba una amenaza para la posición dominante de los nobles persas y su conservación del poder y de sus privilegios económicos y políticos. El temor se apoderó de la clase dominante, que apoyándose en el clero conservador decidió la aniquilación de un experimento social tan peligroso, tanto por su crecimiento geográfico y económico como por el ejemplo que representaba para el resto del imperio. A esto debe sumarse que dentro del propio territorio mazdakita ocurrían de tanto en tanto ciertos desórdenes, resultado tanto de la falta de una conciencia social profunda entre muchos de los que allí habitaban, como también verosímilmente por el accionar de instigadores enviados por la nobleza sasánida y aún extranjera para desarticular el funcionamiento de la comunidad.
El rey Kavadj, protector de Mazdak y convertido a su prédica, fue destituido en el año 496 por una fronda nobiliaria. Sin embargo, logró recuperar el trono tres años más tarde con la ayuda de los heftalitas. La tradición judía, muy activa en esta época, narra una historia algo diferente. Según ésta, Mar-Zutra II arrasó la comunidad judía y a sus aliados, los cuales respondieron, derrotando a Mazdak y estableciendo un reino judío independiente que duró siete años.
No obstante, al parecer, a pesar de estos cambios efímeros de gobierno imperial, el territorio mazdakita había logrado mantenerse. Pero la nobleza y el clero sasánida se distanciaron completamente del rey y es probable que este haya recibido un ultimátum. Acobardado por la feroz oposición de los nobles, Kavadj decidió abandonar a Mazdak y a sus seguidores a su suerte, permitiendo a la nobleza organizar el exterminio. En el año 524 (o 528) el noble y militar Anushiravan lanzó, con el consentimiento de Kavadj, una abrumadora campaña militar contra los mazdakitas, que culminó en una masacre multitudinaria en la que cayó el propio Mazdak. El zoroastrismo oficial fue restaurado en ese territorio y toda supuesta práctica de "amor libre" fue estrictamente prohibida, así como todo intento de una vida económica comunitaria e igualitaria.
Varios relatos poco comprobados, pero verosímiles ofrecen detalles de la muerte de Mazdak. Por ejemplo, el Shahnameh plantea que tres mil mazdakitas fueron enterrados vivos con los pies hacia arriba, para presentar al propio Mazdak el espectáculo de un "jardín humano", mientras el propio Mazdak habría sido ejecutado siendo colgado de los pies y atravesado con múltiples flechas. Otras historias especifican otros métodos, todos con tortura, para su ejecución sumaria. Lo que sí es evidente es la saña con la que fueron tratados, torturados y asesinados Mazdak y sus seguidores, cebándose el odio de los poderosos en varias decenas de miles de personas, aunque otras fuentes aducen cifras aún mayores. Luego de la masacre y completa derrota de los mazdakitas, Anushiravan procedió con la implementación de una serie de reformas que endurecieron el control del clero zoroastriano y de los nobles sobre las tierras, la producción y el comercio, además de reforzar e implementar leyes rígidas sobre la vida marital y espiritual de los habitantes del imperio. El gobernador mazdakita de Al Jira también fue destituido (probablemente asesinado) y el monarca vasallo anterior fue restablecido en el poder.

## Legado
Unos pocos mazdakitas sobrevivieron, y se asentaron en lugares remotos y de difícil acceso, al parecer en zonas montañosas. Se dice que pequeños grupos de la comunidad sobrevivieron y llevaron en secreto sus prácticas luego de la conquista islámica de Persia. Sus doctrinas es muy probable que se hayan mezclado y evolucionado junto a corrientes radicales y populares dentro del islamismo chiita, influenciándolo y dando lugar a movimientos revolucionarios poderosos siglos más tarde, en la región de origen y en otras regiones del antiguo imperio sasánida. En el siglo IX, los Jurramitas o Kurramitas, una secta religiosa igualitaria, probablemente originada en el mazdakismo, lideró una sublevación bajo el liderazgo de Bābak Jorramdin contra el Califato Abasí y defendieron exitosamente grandes territorios contra las fuerzas del califato por una veintena de años. Los Batiniya, los Carmatas y otras corrientes revolucionarias del islam también pudieran estar conectadas al mazdekismo y han sido puestas a menudo en plano de igualdad con este por historiadores contemporáneos. El estudioso turco Abdülbâkî Gölpınarlı considera incluso el Qizilbash en (turco: Kızılbaş) del siglo XVI, un movimiento radical persa chiita que ayudó a la dinastía safávida a establecer esta rama del Islam como la religión dominante en el Irán, como "descendientes espirituales de los jurramitas, y por ende, de los mazdakitas. Incluso el término "mazdakita", de implicaciones altruistas y populares en su origen, parece haberse convertido en una especie de epíteto con intención peyorativa para adjudicar a cualquier partidario de movimientos radicales e igualitarios en la historia más o menos reciente del Irán, cuando menos hasta 1979; algo similar a lo que sucede en la cultura occidental actual con el término "comunista" cuando es utilizado con propósitos peyorativos.
Mientras la historiografía musulmana medieval hacía énfasis en los aspectos "socialistas" de Mazdak, la tradición Zoroastriana, sin embargo, recuerda a Mazdak como un hereje peligroso y un enemigo de la "verdadera fe" (Zand-i Wahman Yasht 2:1), como una amenaza comparable al profeta Mani o a Mahoma (Denkard 3:345).
El autor de "Dabestan-e Mazaheb", que escribiera tan tarde como el siglo XVII, aduce haber conocido seguidores del mazdakismo que practicaban en secreto su religión y filosofía entre los musulmanes y que incluso conservaban el "Desnad", un libro en lengua pehleví que contenía las enseñanzas de Mazdak.

## Historicidad
Se ha cuestionado la historicidad de la figura de Mazdak. Puede que haya sido una invención para quitarle la culpa a Kavad. Los historiadores contemporáneos, incluidos Procopio y Josué el Estilita, no mencionan que Mazdak nombrara a Kavad como la figura detrás del movimiento. La mención de Mazdak solo surge en documentos zoroástricos posteriores del persa medio, a saber, el Bundahishn, el Denkard y el Zand-i Wahman yasn. Fuentes posteriores de la época islámica, particularmente el trabajo de al-Tabari, también mencionan a Mazdak. Estos escritos posteriores quizás fueron corrompidos por el folclore oral iraní, dado que culpar a Mazdak por la redistribución de las propiedades aristocráticas al pueblo es un tema repetido en la historia oral iraní. Otros "villanos" en la historia iraní, a saber, Gaumata en la inscripción de Behistún del gobernante aqueménida Darío el Grande (r. 522 - 486 a. C.), y Wahnam en la inscripción de Paikuli del shah sasánida Narsés (r. 293–302), son frecuentemente acusados de fechorías similares.